# Joséphine Missoffe
Pour les articles homonymes, voir Missoffe.
Joséphine Missoffe, née Seillière de Laborde le 24 septembre 1973 à Boulogne-Billancourt (Hauts-de-Seine), est une femme politique française. Membre de Renaissance (RE), elle est députée de la quatorzième circonscription de Paris depuis 2024, élue suppléante de Benjamin Haddad en 2022 et 2024.

## Biographie
Joséphine Missoffe est la fille d'Ernest-Antoine Seillière et la belle-sœur de Françoise de Panafieu. Elle étudie à la Maison d'éducation de la Légion d'honneur. Diplômée infirmière-puéricultrice, elle travaille comme infirmière puis exerce comme directrice de crèche. Elle est mère de quatre enfants. 
Elle est conseillère municipale La République en marche du 16e arrondissement de Paris depuis les élections municipales de 2020.
En 2024, elle est la suppléante du député Benjamin Haddad, qui est nommé ministre chargé des Affaires européennes. Elle lui succède comme députée ; elle est membre de la commission des Affaires sociales.